# Atimura formosana
Atimura formosana es una especie de escarabajo del género Atimura, familia Cerambycidae. Fue descrita científicamente por Matsushita en 1933.
Se distribuye por China. Posee una longitud corporal de 7-8,5 milímetros. El período de vuelo de esta especie ocurre únicamente en el mes de abril.